# Batalla de Muhu
La batalla de Muhu va ser una batalla naval lliurada entre les forces de la Kaiserliche Marine (l'armada de l'Imperi Alemany) contra les forces de la República Russa (i tres submarins britànics) en la mar Bàltica al 17 d'octubre de 1917, durant la Primera Guerra Mundial.
Aquesta batalla forma part de l'Operació Albió, i la intenció dels alemanys era destruir les forces russes ancorades al golf de Riga i ocupar completament l'arxipèlag de Moonsund.

## Antecedents
Durant l'operació Albió, el setembre de 1917, les tropes de l'exèrcit alemany havien desembarcat i capturat l'illa de Saaremaa i van començar a fer plans per a ocupar Hiiumaa i Muhu.
Les forces navals alemanyes havien penetrat al golf de Riga per tal de frustrar qualsevol intent per part dels russos d'ajudar o evacuar les guarnicions de les illes. Un altre objectiu era expulsar les unitats navals russes o destruir les que s'allotjaven a l'estret de Muhu (els antics cuirassats de la classe predreadnought Tsesarevich, i Slava, junt amb diversos creuers i destructors).
L'acció va ser recolzada pel Grup Behncke, comandat pel vicealmirall Paul Behncke, format per dos cuirassats (SMS König i SMS Kronprinz), dos creuers lleugers (SMS Kolberg i SMS Straßburg), 16 torpediners de la 8a HfFl,  i 34 dragamines de la 3a MSHF. 

## L'atac dels submarins britànics
Abans de la batalla de Muhu, hi havia dos submarins britànics en el golf de Riga: el HMS C27 (Tinent Sealy) i el HMS C32 (Tinent Satow). Quan els alemanys van iniciar l'acció, el capità Francisc Cromie va enviar un altre submarí des de Hanko, el HMS C26 (Tinent Downie).
Durant el matí del 16 d'octubre, el tinent Sealy estava al sud-oest de Muhu i va albirar al Grup Behncke. El C27 va ser capaç d'apropar-se a les unitats alemanyes i a les 16.30 h va disparar dos torpedes contra dos vaixells alemanys (el SMS König i el SMS Indianola), però va fallar perquè va calcular malament la velocitat dels objectius. Per a empitjorar les coses, el submarí va d'haver de pujar a la superfície i ho va fer entre els dos vaixells enemics. En un principi, els vaixells alemanys no van fer foc creient que el submarí era un dels seus i per la mateixa raó els torpediners no van llençar les càrregues de profunditat. Un cuirassat es va adonar que es tractava d'un submarí enemic, però no el va poder disparar perquè estava molt a prop i era incapaç de baixar prou els canons per a apuntar al submarí anglès. El tinent Sealey va submergir ràpidament el submarí fins a una profunditat segura i va recarregar els tubs llançatorpedes. A les 16.45 h, quan va arribar a profunditat de periscopi, va veure un gran vaixell de vapor i ràpidament va disparar un dels dos torpedes restants a una distància de poc més de 700 m. El torpede va fer impacte contra l'objectiu, deixant-lo inmaniobrable i amb la sala de màquines plena d'aigua, pero va poder mantenir la flotabilitat positiva i va poder ser remolcat fins al port de Kuressaare. Quatre torpediners van intentar destruir al submarí amb càrregues de profunditat sense èxit. El tinent Sealy va decidir que era el moment d'abandonar el golf de Riga i va tornar a Hanko.
El C32 estava estacionat a una milla nàutica al nord de Kolka, i durant la mateixa tarda el tinent Satow va albirar a una unitat alemanya. El C32 es va submergir i va tractar d'entrar en una posició de tret. No obstant això, com el submarí va maniobrar en aigües molt clares, va ser albirat i bombardejat per un hidroavió alemany, que li va fer perdre el contacte amb la unitat alemanya.

## Batalla
Durant la tarda del 16 d'octubre, el Grup Behncke va avançar cap a la sortida sud de l'arxipèlag de Moonsund, i al voltant de les 20.26 h van ancorar, formant una llarga línia amb torpediners a cada extrem. Per augmentar la seguretat, Behncke va ordenar d'apagar els fanals de les boies de senyalització del canal lliure del camp de mines i va convocar una reunió per a donar a conèixer el seu pla d'atac.
La principal preocupació de Behncke eren els camps de mines russes de la sortida sud de l'arxipèlag de Moonsund. El pla original alemany era dirigir-se cap a l'est, entre els dos camps de mines russos, però aquest pla es va canviar a les 4.30 h a causa de missatges erronis que donanven detalls d'una barrera de mines estreta que s'estenia de nord a sud entre els dos camps més grans. Es van perdre un temps valuós en la revisió de la informació i no va ser fins a les 6.00 h que es va començar a avançar. La 3a MSHF es va dirigir a l'est, mentre que la 8a HfFl va anar cap al nord sota el comandament d'Erich Koellner.

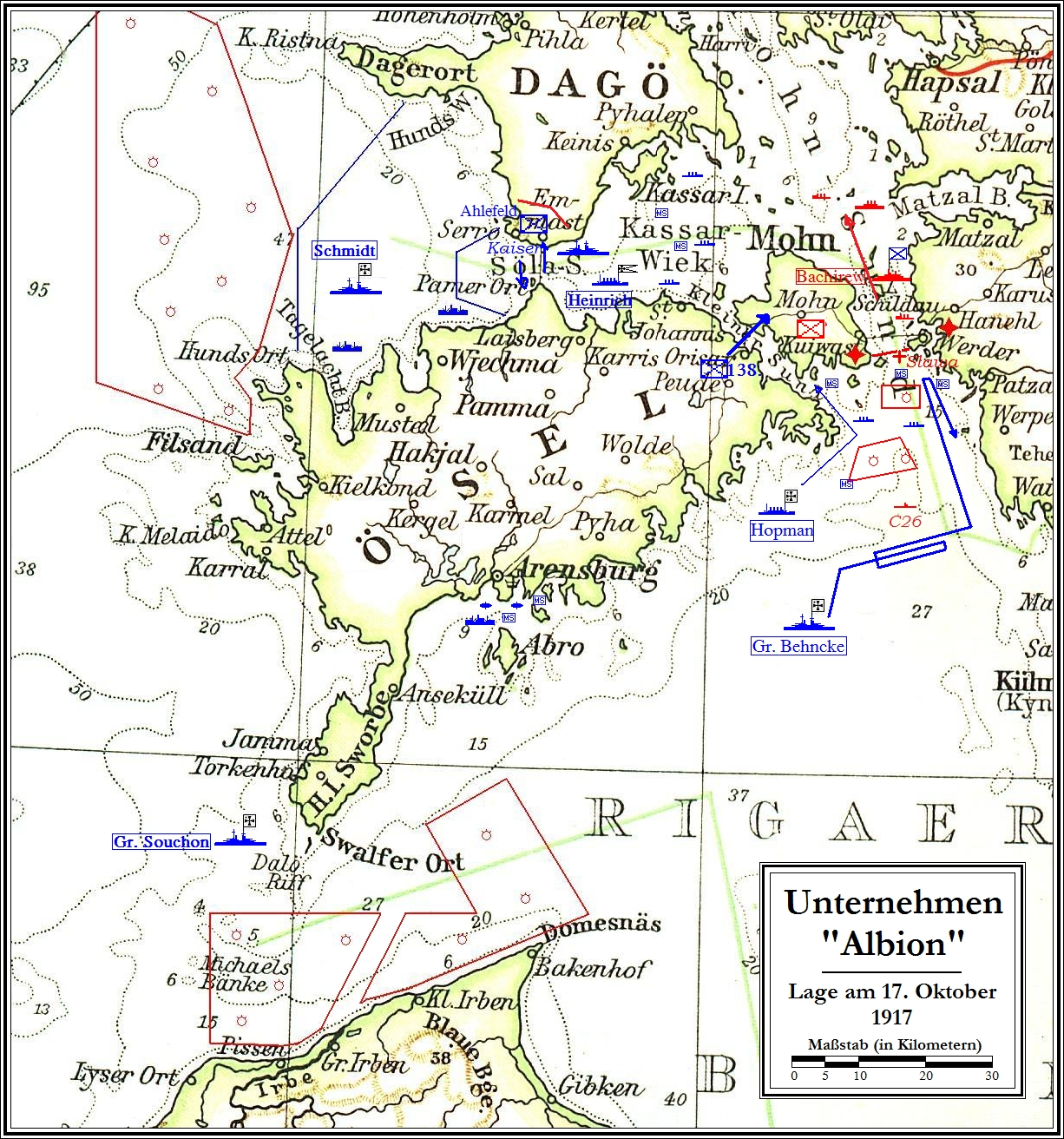
Situació de les tropes al 17 d'octubre (blau els alemanys i vermell el russos)

A les 7.00 h, els dragamines van començar el seu treball amb l'alba i van aclarir el camp de mines del sud per a formar un canal. Poc després, dos torpediners russos van ser albirats just sota de la costa d'Estònia i van informar el vicealmirall Bachirew sobre l'avanç alemany.
A les 7.20 h, els vaixells russos van obrir foc contra la 3a MSHF i la 8a HfFl. La 8a HfFl va avançar sola sota el constant foc dels russos, ja que la 3a MSHF tenia el deure d'aclarir el camp de mines.
A les 8.00 h, l'almirall Behncke va ordenar que la 8a HfFl no avancessin més lluny. El SMS König i el SMS Kronprinz es van dirigir cap a l'est per a trobar-se amb la 3a MSHF, tots dos sota el comandament de Georg von der Marwitz. El Slava va avançar una mica cap al nord per tal de mantenir-se fora de l'abast dels alemanys i va començar a disparar contra els vaixells alemanys propers a una distància de més de 20.000 m. Poc després, el Slava va patir alguns problemes amb la torreta de proa, que ja no podia girar a causa d'una fallada, i va lluitar contra els dragamines amb els canons de popa.
Mentre això succeïa, la 3a MSHF va arribar a Laura Bank i va girar cap al nord. El SMS König i el SMS Kronprinz van continuar cap a l'est i el Slava va canviar de direcció per a dirigir-se cap al nord. En aquell moment, l'almirall alemany Hopman es va dirigir en direcció oest, cap a l'Estret Väike.
A les 09.10 h, els russos ja tenien clar que si podien detenir els dragamines, podrien aturar tot l'atac alemany, i els vaixells de guerra russos i les bateries costaneres van obrir foc contra la 3a MSHF, però no va aconseguir resultats significatius i els dragamines van continuar el seu treball.
A les 9.40 h, es va portar la 3a Ms Dive  a l'est dels camps de mines russes per a ajudar a la 3a MSHF.

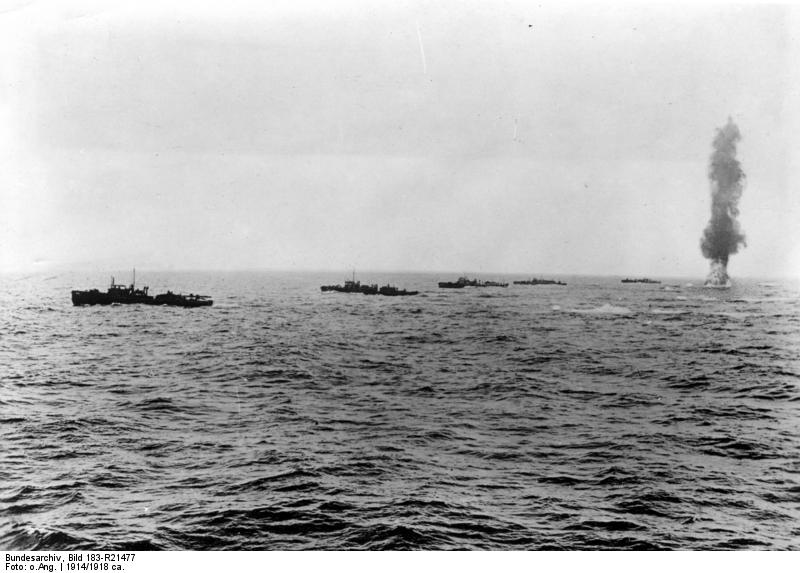
Dragatge de mines realitzat per vaixells alemanys

A les 10.00 h, els dragamines estaven a la vora nord del camp de mines rectangular i el SMS König i el SMS Kronprinz es van avançar. Behncke va ordenar a Hopman d'enviar com a suport a la 3a MSHF al SMS Straßburg i la 8a HfFl, mentre que el SMS Kolberg, el SMS Sperrbrecher i els torpediners romandrien a l'oest.
Al voltant de les 10.13 h, el SMS König va albirar el Slava i va obrir foc contra ell.
A les 10.17 h, el SMS Kronprinz va obrir foc contra el cuirassat Grazhdanin. El Bayan també va ser atacat per SMS König. El Slava va rebre molts impactes sota el seu nivell de flotació que li van causar grans danys i el Grazhdanin només va ser colpejat dues vegades en tot el combat.
Al voltant de les 10.30 h, lel vicealmirall Bachirev va ordenar a totes les forces de mar a retirar-se al nord de l'estret Suur, que separa l'illa de Muhu de la part continental d'Estònia; els russos estaven decidits a bloquejar l'estret col·locant més mines i utilitzant les seves naus danyades.
A les 10,39 h, el SMS König va anotar dos impactes més contra el Slava per sota de la seva línia de flotació. Un d'ells va causar danys severs als allotjaments de la tripulació i van matar tres homes. Els alemanys van aturar el foc mentre que russos van continuar disparant contra la 3a MSHF.
A les 10.40 h, un cuirassat alemany i un esquadró de sis hidroavions ataquen als vaixells russos més lents amb quaranta bombes, sense obtenir cap resultat. No obstant això, el bombardeig pesat i l'atac aeri simultàni va afectar la moral de les tripulacions, i en particular als minadors amb la seva càrrega de mines, però no va impedir que el Slava abatés a un dels atacants.

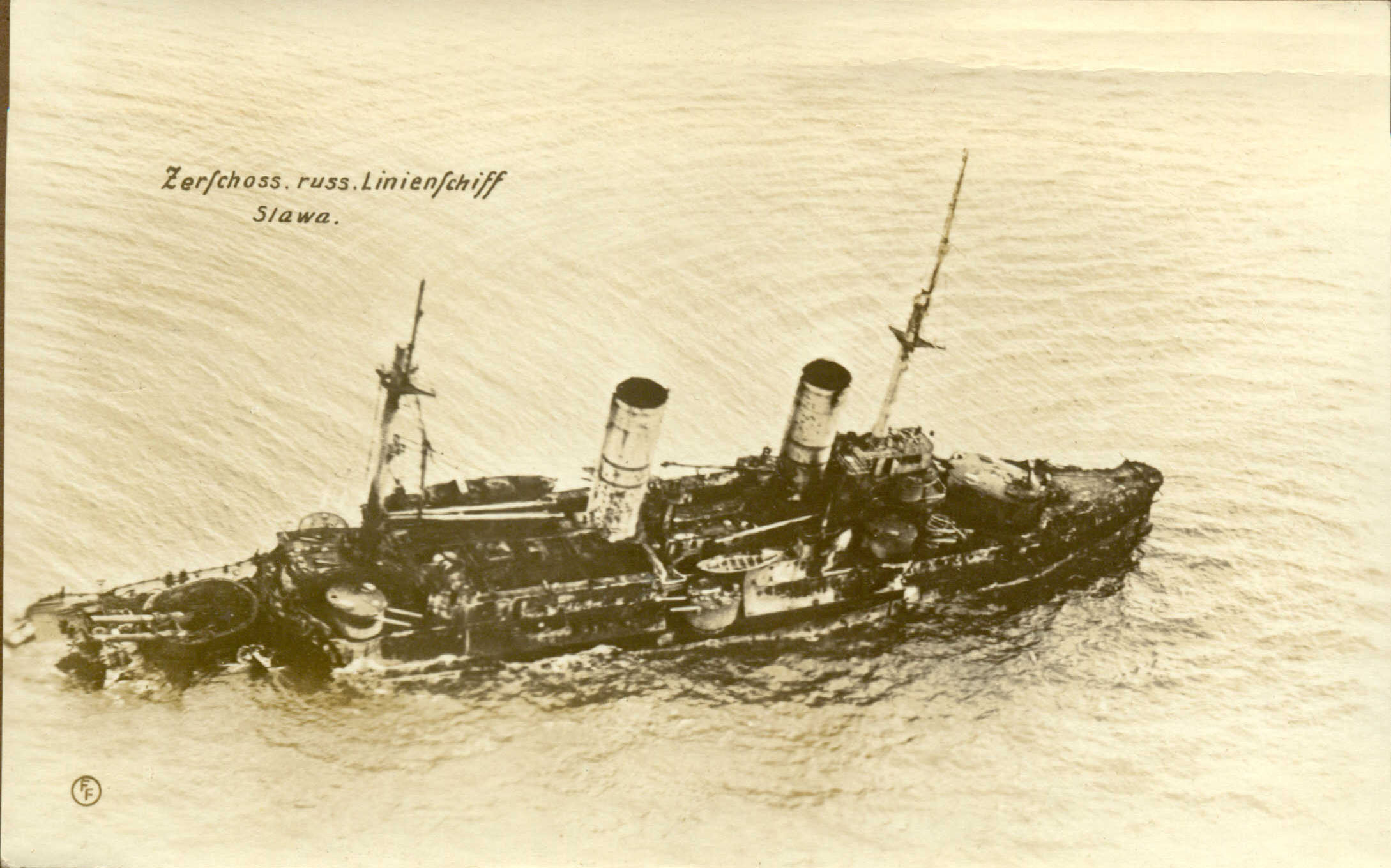
Les restes del Slava

El comandant del Slava, el capità Vladimir Antonov, va veure que el vaixell ja estava molt danyat i que s'havia de retirar. Tot i que no era un dany crític, havia penetrat molta aigua i havia augmentat el calat del vaixell. Això li impedia passar a través del canal de Moonsund i per tant, Antonov va suggerir enfonsar el vaixell enmig del canal. Bachirev va aprovar la proposta.
A les 11.55 h, després d'evacuar el vaixell, va ser volada la popa. L'explosió es va sentir a 25 km del vaixell i es va veure un enorme núvol en forma de fong. A més, tres destructors van disparar sis torpedes contra les restes del naufragi, dels quals només un dels llençats pel Turkmerec Stravropolski va explotar realment.

## Conseqüències
Com a resultat de la pèrdua del Slava i els danys significatius dels altres vaixells pesats, el vicealmirall Bachirev ja no va poder mantenir la línia.
Els alemanys van lluitar contra les bateries costaneres i aviat van ser capaços de superar els camps de mines i desembarcar tropes a l'illa de Muhu.
La flota russa es va retirar al nord de Moonsund i van bloquejar el millor que va poder el pas entre l'illa i el continent d'Estònia. Alguns vaixells de transport van ser enfonsats per a obstaculitzar el pas i envoltats per camps de mines, mentre que les tropes russes restants van ser evacuades de Muhu. La resta de la guarnició de Dagö també va ser evacuada, però durant la tornada els vaixells de transport es van trobar amb torpediners alemanys, i després d'una batalla els soldats van ser fets presoners. En última instància Bachirev va aconseguir reagrupar les seves naus restants i uns dies més tard va ordenar una retirada ordenada i sense més pèrdues.